# Drosera pauciflora
Drosera pauciflora ist eine fleischfressende Pflanze aus der Gattung Sonnentau (Drosera). Sie ist in Südafrika heimisch und wurde 1824 von Joseph Banks erstbeschrieben.

## Beschreibung
Drosera pauciflora sind krautige Pflanzen und wachsen als schopfförmige, kompakte Rosetten mit ein bis mehreren kurzen, angeschwollenen Wurzeln. Die Blätter sind ungestielt und nebenblattlos, die Spreite ist verbreitert, umgekehrt eiförmig, bis zu 2,5 Zentimeter lang und 8 Millimeter breit, zum Ansatz keilförmig zugespitzt.
Die Blütenstandsachse ist aufrecht, blattlos und bis zu 20 Zentimeter lang, an ihrem Ende trägt sie ein bis drei große Blüten. Die Kelchblätter sind verwachsen, die einzelnen Lappen sind bis zu 1 Zentimeter lang und eiförmig. Die Kronblätter sind breit umgekehrt-eiförmig, pinkfarben oder lila, am Ansatz dunkel olivgrün und haben eine Länge von bis zu 3 Zentimetern.
Die kurzen Staubfäden sind abgeflacht und nach oben leicht verbreitert, das Konnektiv ist rhombisch. Die Griffel sind vom Ansatz an gegabelt, aufwärts gebogen, die Narben fächrig geteilt, bei unreifen Exemplaren noch verbunden.
Die Chromosomenzahl beträgt 2n = 40.

## Verbreitung
Die Art findet sich nur in der südwestlichen Kapregion in Südafrika, sie ist häufig um Darling, Paarl und Stellenbosch, sie wächst dort im Fynbos.